# Кроп-топ

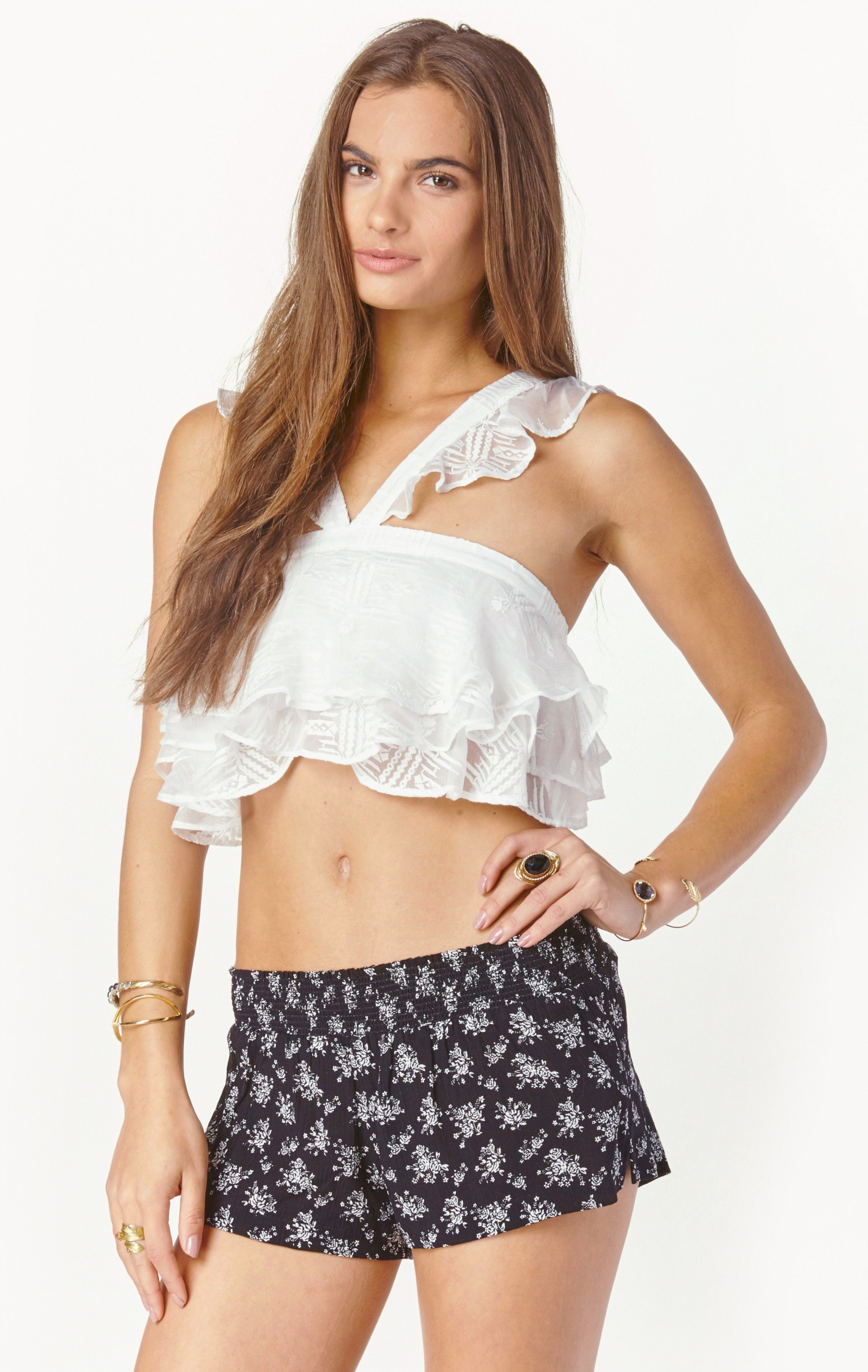
Дівчина в білому кроп-топі

Кроп-топ (англ. crop top; також короткий топ, вкорочений топ, топик) — одяг, який відкриває талію, пупок або живіт.

## Історія
Укорочені блузки з найдавніших часів використовувалися в національному жіночому костюмі Індії. Чолі — це традиційний індійський одяг, який існує вже кілька тисячоліть і який зберігся досі практично в первозданному вигляді.
Найперші віддалені варіанти сучасних кроп-топів з'явилися ще в 30-і роки. Цей вид одягу почав завойовувати популярність ще в 1930-х і 1940-х (у другому разі на це вплинув брак матеріалу під час війни), проте тривалий час короткий топ залишався пляжним одягом. До 1960-их топи ставали все меншими, і стало можливим оголення живота, що почалися з вистав «Маленького Єгипту» і Всесвітньої виставки-1893. З сексуальною революцією наприкінці 1960-х — початку 1970-х він стає елементом вуличного одягу, багато в чому завдяки таким знаменитостям, як Барбара Іден і Джейн Біркін. Варіант «підв'язаний топ» чи «завузлена сорочка» (англ. tied top, knotted shirt) теж з'явився у 1940-х і здобув популярність протягом 1960-х.
Кроп-топи стали візитною карткою моди 1990-х.
У той час як попспівачки, такі як Брітні Спірс і Крістіна Агілера, сприяли популярності короткого топа серед дівчат-підлітків (teeny boppers) у 1990-х — початку 2000-х, інші вже готували демонстрацію його як модного рішення для вагітних жінок. Деякі учасниці жіночих гуртів All Saints і Spice Girls виступали в топах під час вагітності. З 2000-х набувають популярності вкорочені піджаки і блейзери, а сорочки вже стають довшими. У 2010-х короткі топи пережили друге народження на хвилі ностальгічного повернення до моди 1990-х.
Кроп-топ проник у сучасний діловий стиль. Класичне рішення для ділового образу з укороченим топом — це широкі штани з високою талією або міді-спідниця, а до них жакет. У такому поєднанні оголеною залишається тільки тонка смужка шкіри на рівні талії, що виглядає в рамках ділового стилю.

### Чоловічі варіанти
Короткі топи носили й чоловіки, переважно в 1970-х, і в 1980-х. Оскільки оголені чоловічі груди сприймались суспільством спокійніше, ніж жіночі, у чоловіків не виникало особливої потреби в носінні короткого топа: носили їх здебільшого репери й гравці в американський футбол. У 2015 році NCAA зробила жорсткішими вимоги щодо одягу гравців, заборонивши не тільки короткі топи, але й закочування угору звичайних майок.

## Види
- вкорочені майки та футболки;
- топ-бра — моделі топів у вигляді бюстгальтера;
- топ-бандо — моделі виробів у вигляді бюстгальтерів без бретелей;
- топ- кімоно — моделі топів, що мають широкі рукави-кімоно;
- топ-бюст'є — виріб у вигляді укороченого корсета;
- вкорочені водолазки і светри;
- вкорочені блузки та сорочки;
- сукні кроп-топ.

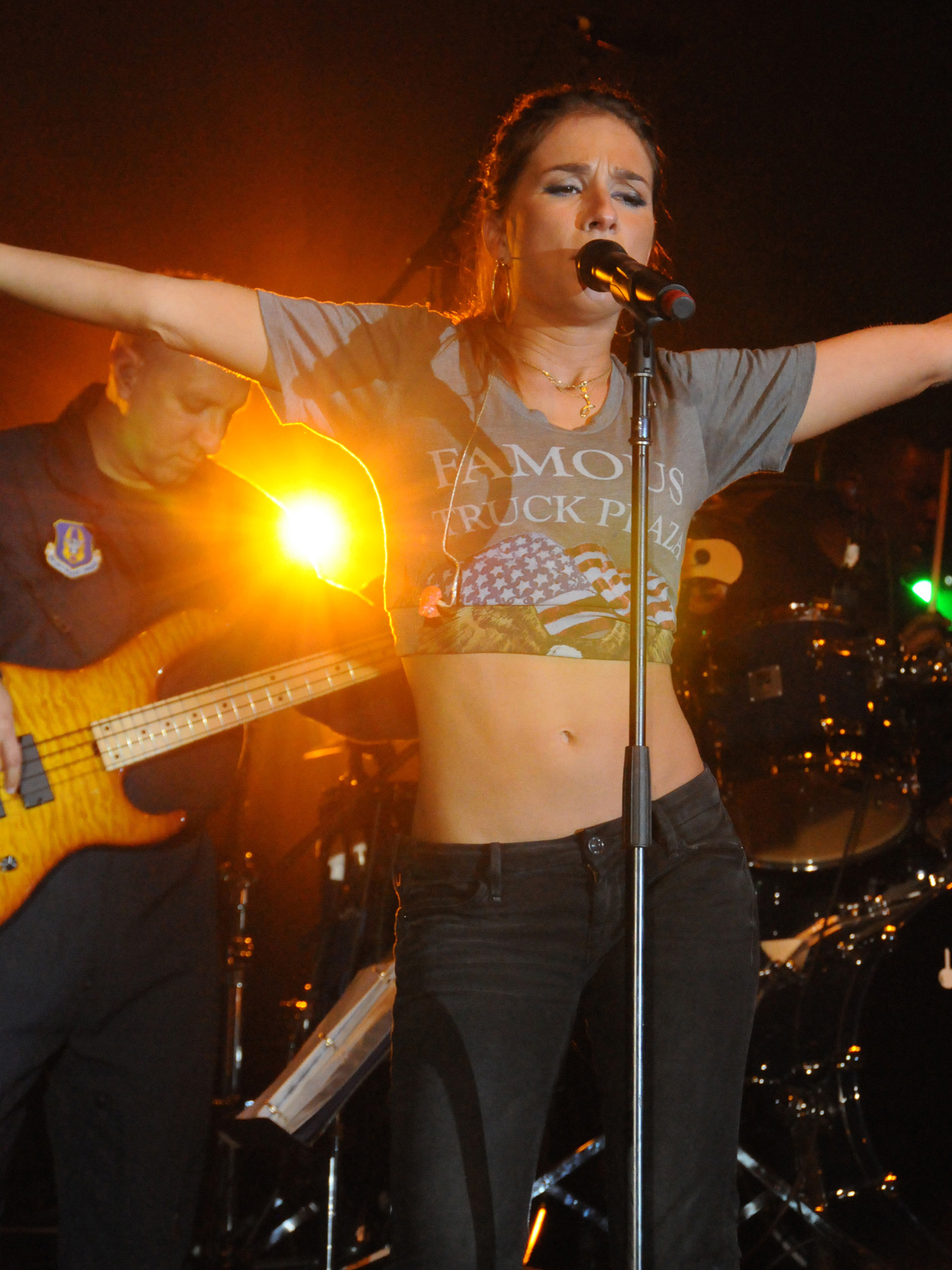
Джессі Джеймс-Декер виступає наживо у кроп-топі
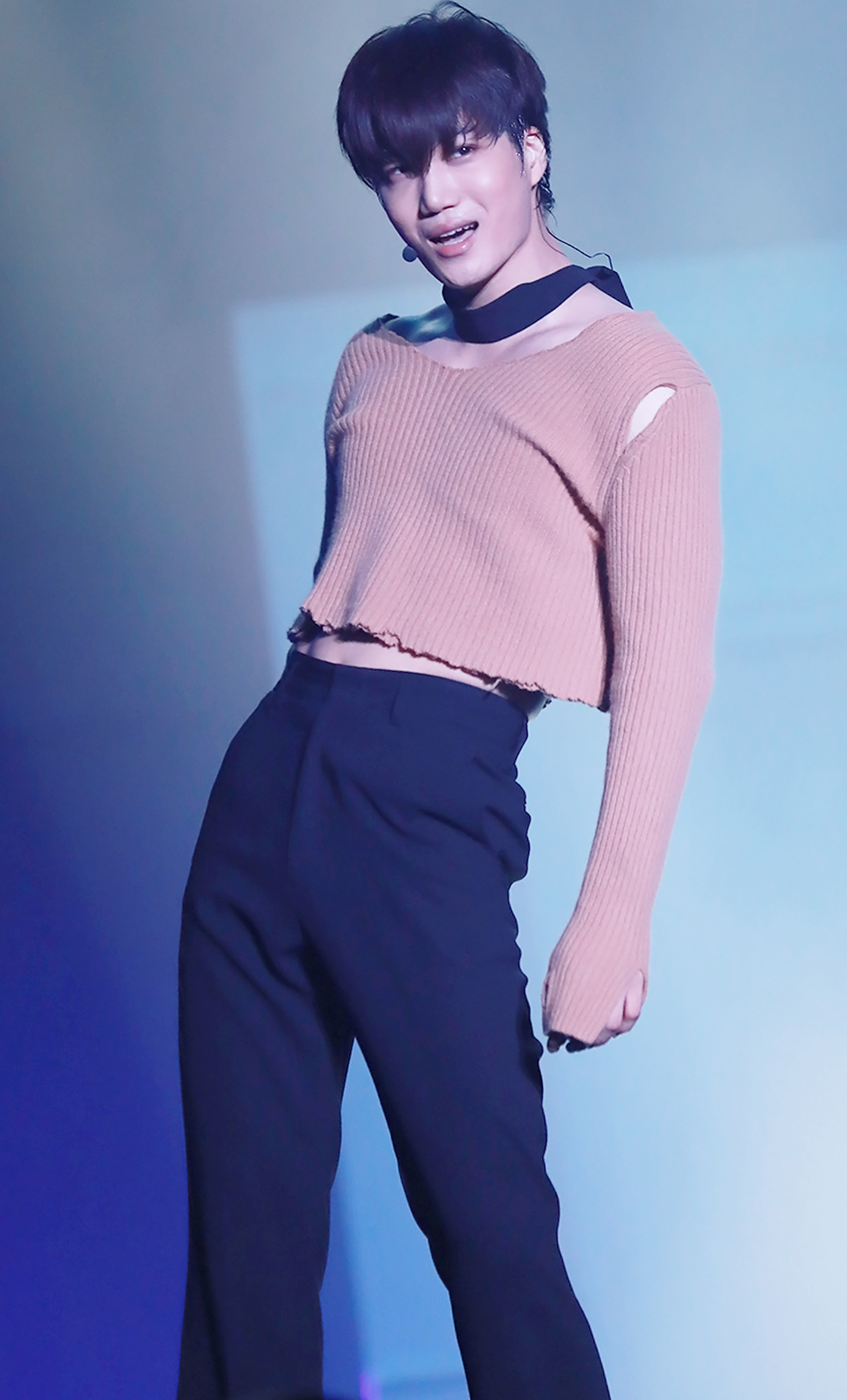
Корейський співак у вкороченому светрі
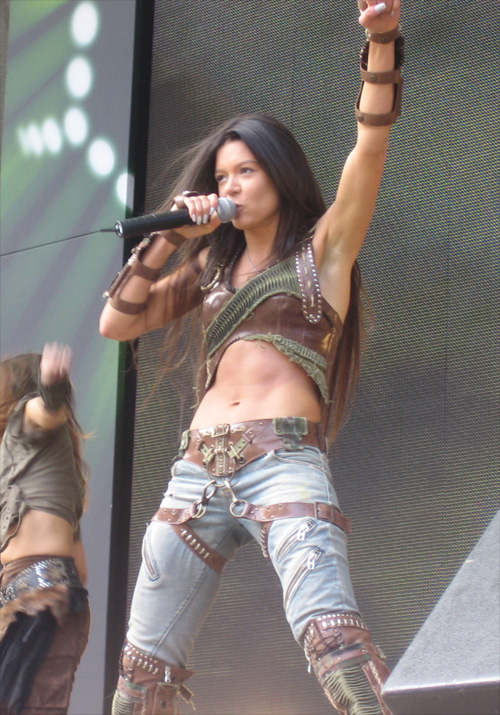
Руслана виступає у сценічному стилізованому кроп-топі
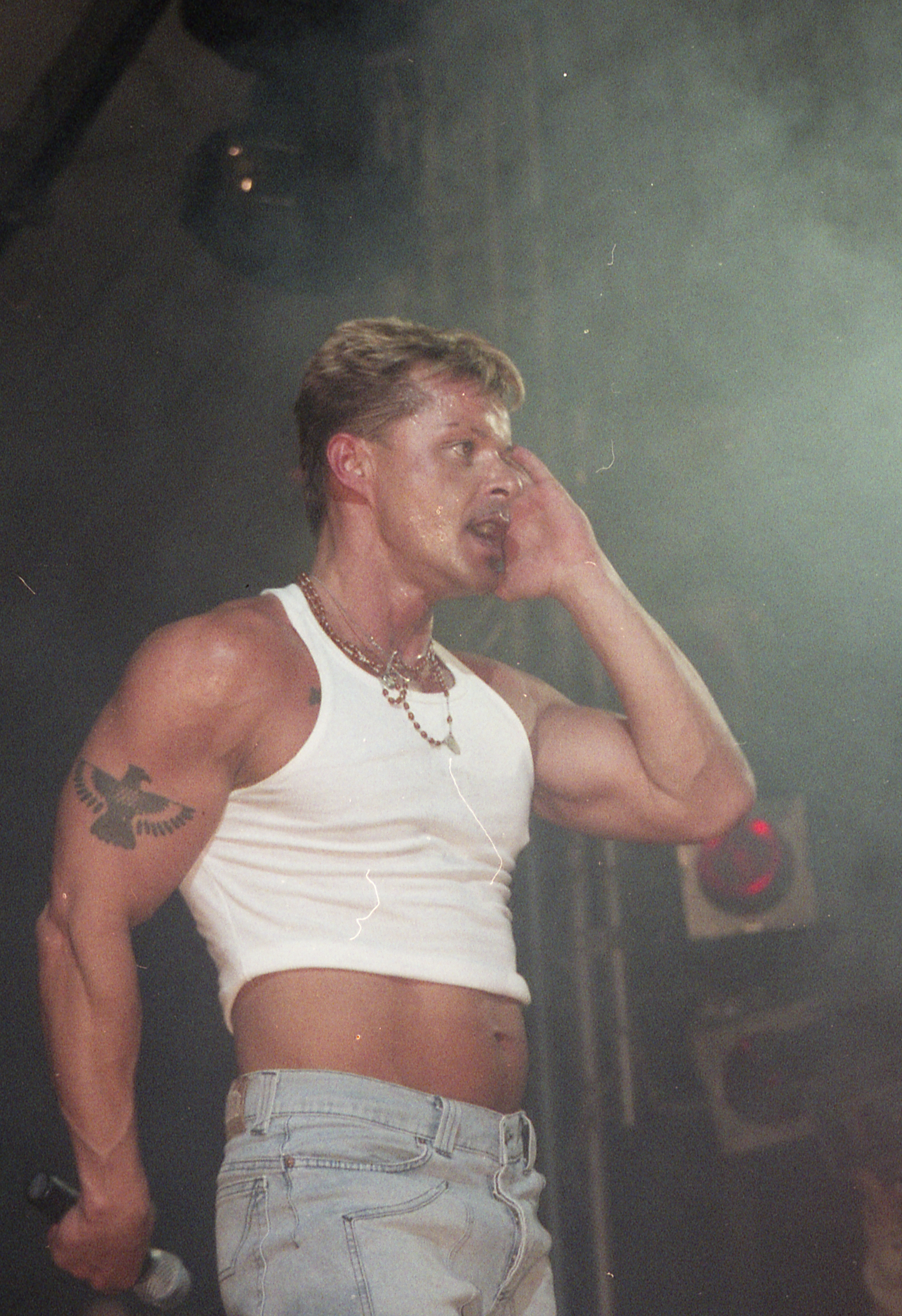
Вкророчена майка та джинси
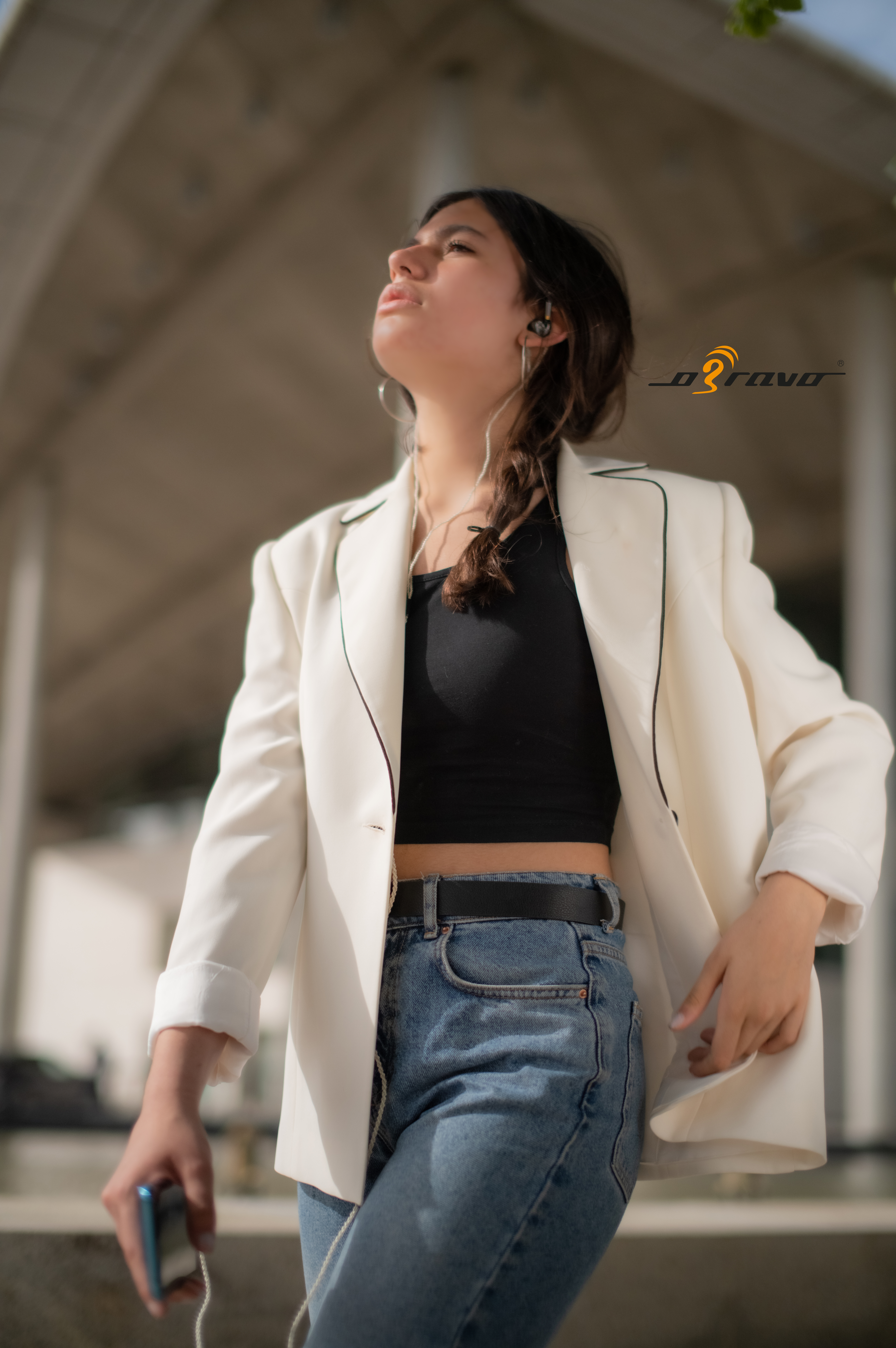
Кроп топ в діловому стилі з піджаком
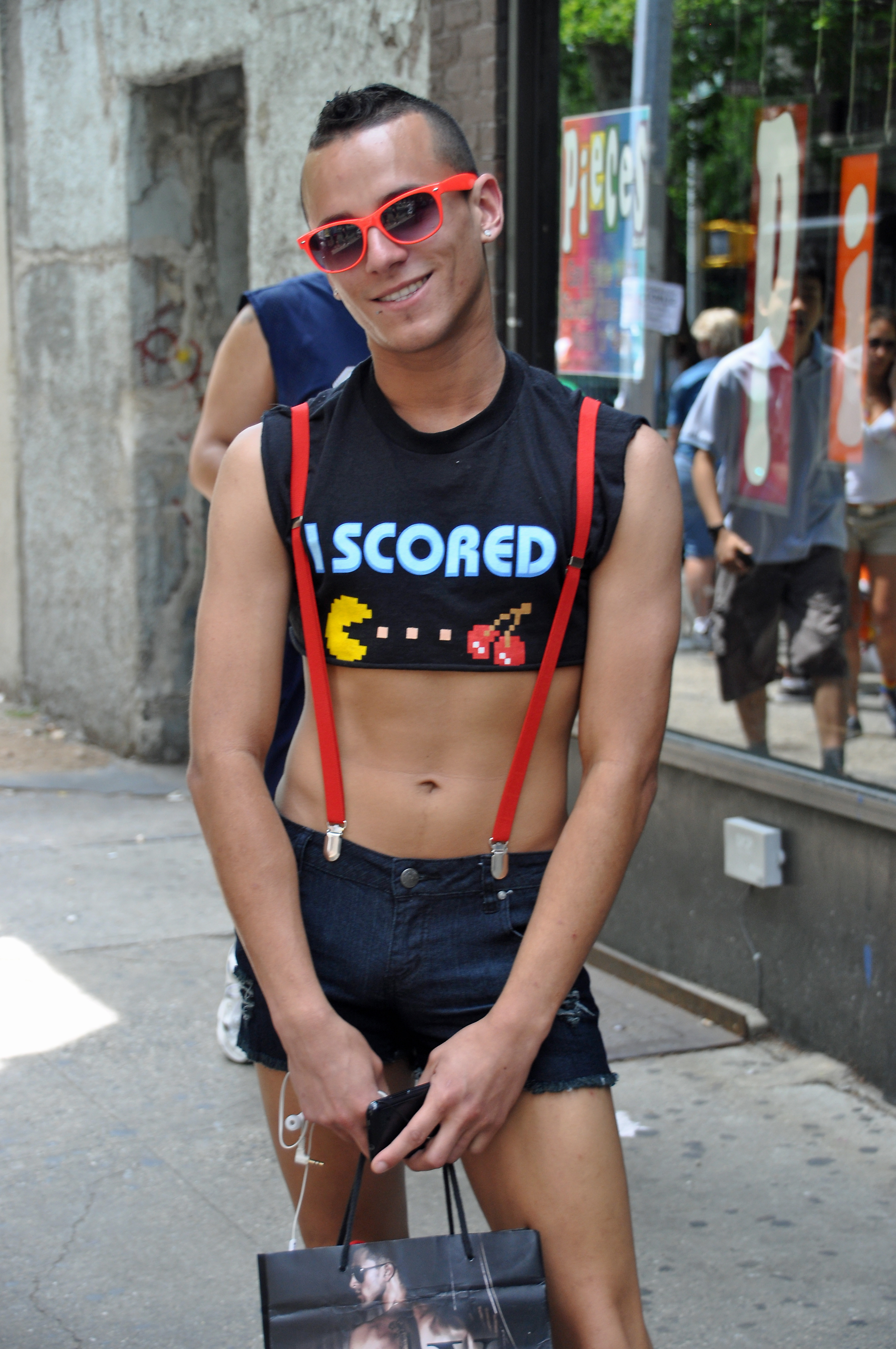
Чоловік у кроп топі на прайді в Нью-Йорку
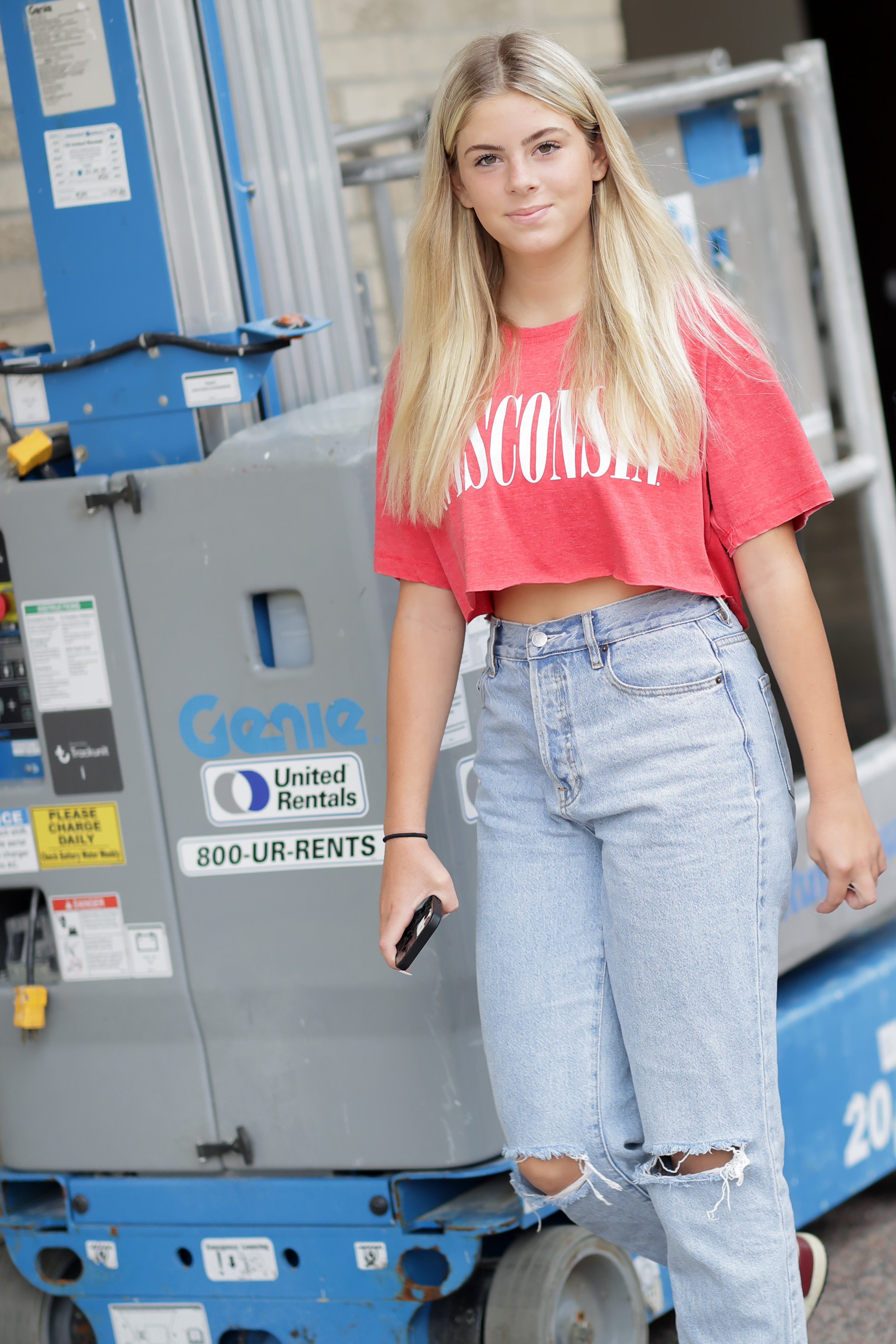
Дівчина у кроп топі та джинсах з високою талією